# Jaime Lee Kirchner
Pour les articles homonymes, voir Kirchner.
Jaime Lee Kirchner (née le 23 août 1981) est une actrice connue plus particulièrement pour ses rôles dans la série judiciaire télévisée Just Legal, où elle interprète Dulcinea « Dee » Real, et dans la série télévisée Mercy Hospital, où elle joue le rôle de Sonia Jimenez. Elle a d'autre part tenu le rôle de Mimi Marquez dans la comédie musicale Rent (adaptée de La Bohème, de Puccini), lors de la tournée du spectacle tant aux États-Unis qu'ailleurs dans le monde.

## Biographie
Bien que née en Allemagne, elle est élevée à Clarksville, dans le Tennessee. Elle est la fille d'un pilote de l'Armée de l'air et d'une enseignante, et effectue ses premières armes théâtrales dans Camelot, un spectacle qu'elle prépare avec son père à l'âge de huit ans. C'est au Roxy Regional Theater de Clarksville qu'elle fait ses débuts sur scène ; elle y joue dans plus de 40 spectacles au total. Alors qu'elle est âgée de 17 ans se présente à elle une chance exceptionnelle, lorsqu'elle passe une audition à Nashville (Tennessee) pour la comédie musicale Rent ; après un  long parcours d'auditions qui s'étalent sur quatre années, elle est finalement retenue pour le rôle de Mimi Marquez, pour la tournée du spectacle aux États-Unis et au Japon. Jaime Lee Kirchner est diplômée de la Tisch School of the Arts de l'université de New York.

## Rôles dans des spectacles de Broadway
- Rent (2006) : Mimi Marquez
- Carousel : Julie Jordan

## Filmographie

### Cinéma
- 2005 : Carlito's Way: Rise to Power [2] : Female Club Goer
- 2008 : Definitely, Maybe : Samantha

### Télévision
- 2005 : Rescue Me : Molly
- 2005-2006 : Just Legal : Dulcinea « Dee » Real
- 2006 : Enemies : Stephanie
- 2006 : Les Experts (CSI: Crime Scene Investigation) : Angie
- 2009 : Dollhouse : Rayna Russell
- 2009-2010 : Mercy Hospital : Sonia Jimenez
- 2011 : La Diva du divan (Necessary Roughness) : Vivica Stevens
- 2012-2013 : The Mob Doctor : Dr Olivia Watson
- 2015 : Members Only (en) : Diana (série annulée avant la diffusion)
- 2016-2022 : Bull : Danny James